# Mirabeau (Vaucluse)
Mirabeau (Vaucluse), také Mirabeau en Luberon, je francouzská obec v departementu Vaucluse v regionu Provence-Alpes-Côte d'Azur. Leží při řece Durance, jež se vlévá do Rhôny, ve vápencovém pohoří Luberon, které bylo roku 1977 vyhlášeno Národním přírodním parkem (tj. chráněná krajinná oblast). Náleží do svazku obcí kantonu Mormoiron. Její obyvatelé se nazývají Mirabelané (francouzsky les Mirabelains nebo Mirabelaines). V roce 2017 zde žilo 1288 obyvatel.

## Poloha
Obec leží při řece Durance, jež se vlévá do Rhôny, ve vápencovém pohoří Luberon, které bylo roku 1977 vyhlášeno Národním přírodním parkem (tj. chráněnou krajinnou oblastí). Prochází tudy okresní silnice D 952 z Pertuis do Manosque a železniční trať Marseille - Briançon. Sousední obce jsou Grambois, Beaumont-de-Pertuis, La Bastidonne, Saint-Paul-lès-Durance.

## Název
Jméno obce je podle prvé hypotézy odvozeno od ovocných plodů mirabelek, které se v Provenci a ve střední Francii již od středověku hojně pěstovaly a využívaly k destilaci ovocné lihoviny. Původ názvu je zaznamenán ve slovníku z roku 1649. Jindy se odvozuje ze složení slov mirar (vidět) a bel (krásný).

## Historie

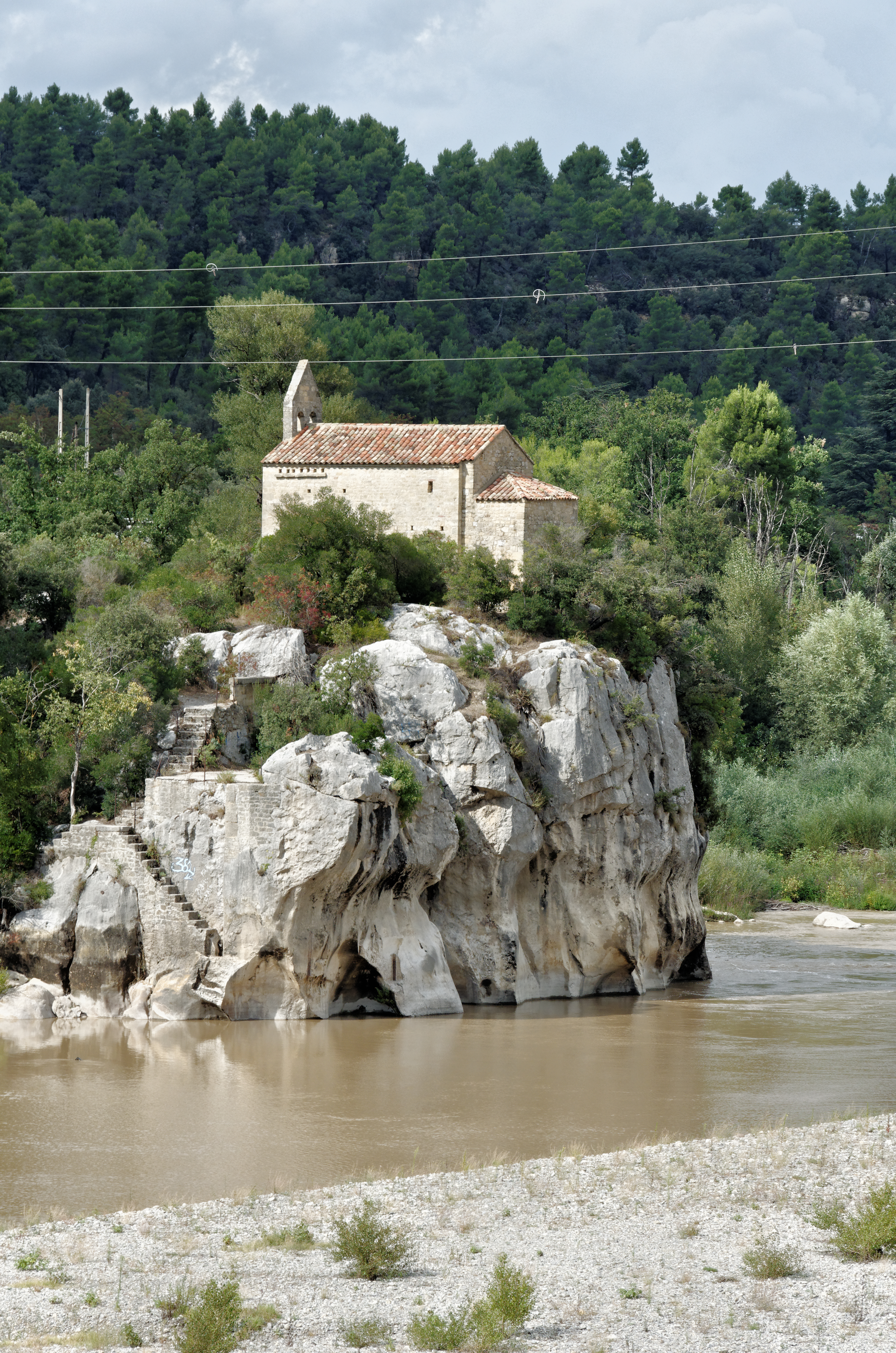
Poutní kaple sv. Marie Magdalény

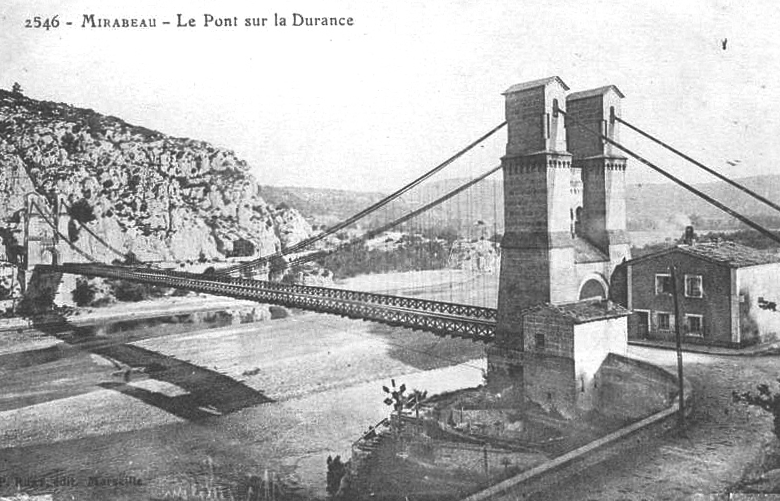
Řetězový most v Mirabeau v 19. století

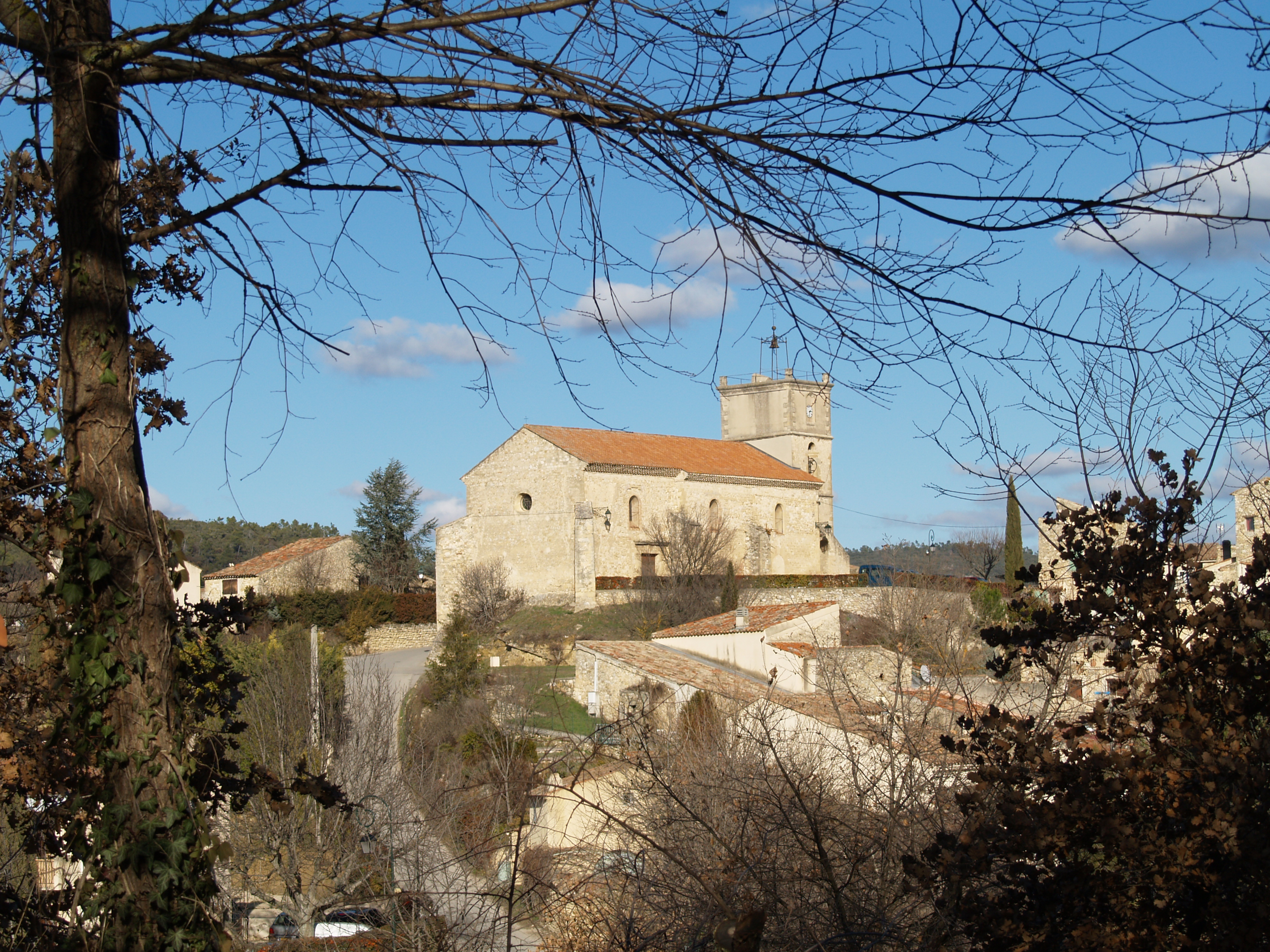
Kostel sv. Petra

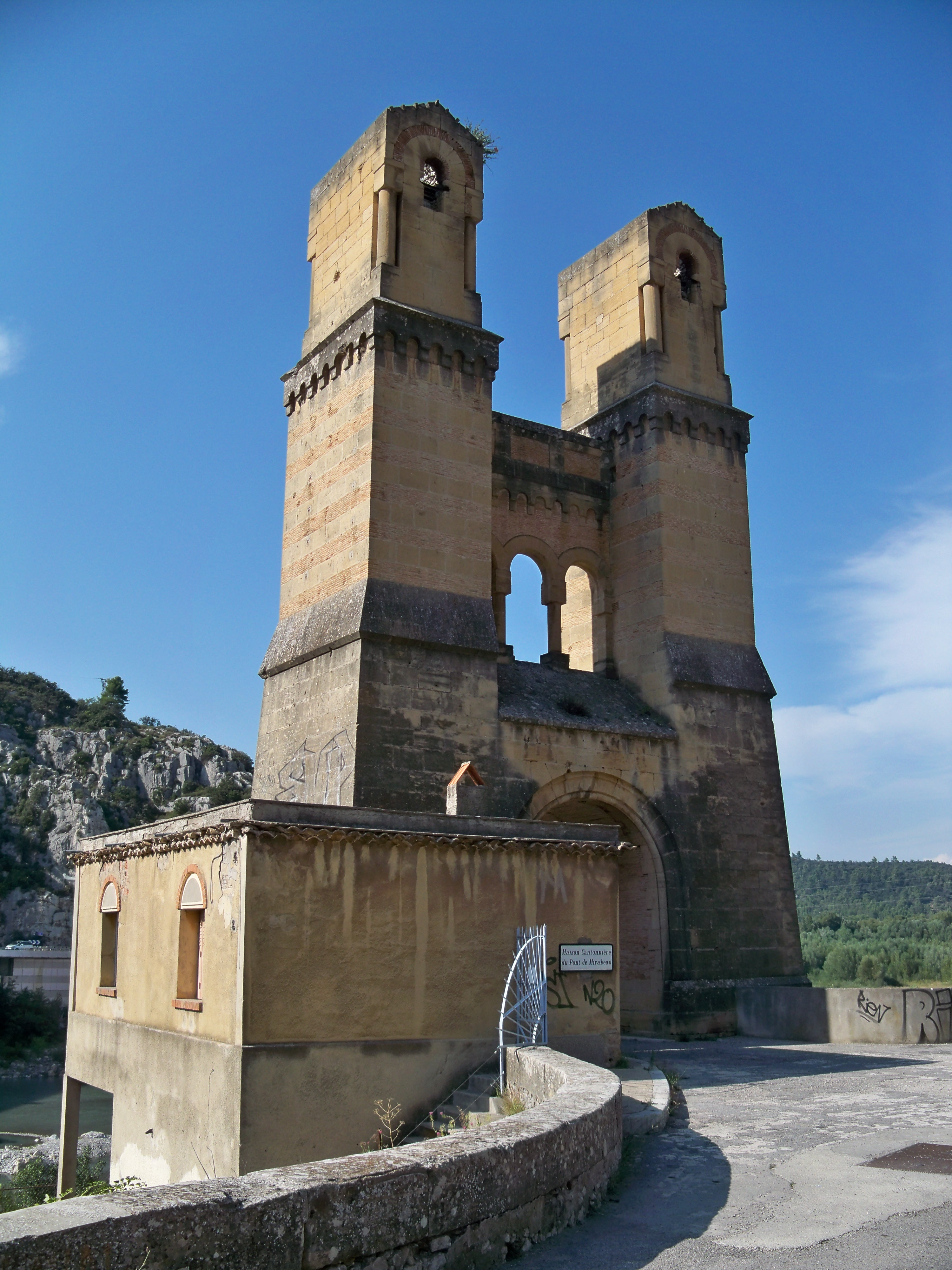
Mostecká věž v současnosti

Místo bylo osídleno od pravěku, četné archeologické nálezy laténské kultury pocházejí z doby kolem roku 500 př. n. l. Římané tudy vedli důležitou silnici z Aix-en-Provence do Riezu. Galo-románská osada je doložena jednou mozaikovou podlahou, amforami a relikty mlýna. Středověké dějiny obce sahají do počátku 12. století, kdy byl založen hrad, kostel a nedaleký klášter. Vesnice existovala již před rokem 1119, protože toho roku byla bulou Gelasia II. darována opatství Saint-André ve Villeneuve-lès-Avignon. Roku 1189 johanité na skále nad řekou vystavěli románskou kapli sv. Magdalény, proslulé poutní místo zdejší patronky, k němuž vedl přes řeku Durance trámový most se dvěma věžemi, které johanité střežili a profitovali z mýtného. Roku 1260 byl vystavěn první kamenný most, stržený povodní o století později a vícekrát přestavovaný. Inspiroval Guillauma Apollinaira k básni „Most Mirabeau“, jen řeku Durance nahradil Seinou.

## Památky
- Hrad, zvaný Salón velkého tribuna, se poprvé připomíná ve 12. století; současná podoba je výsledkem jeho přestavby ze 16. století, kdy jej vlastnil Jean Riqueti, povýšený roku 1570 do šlechtického stavu, a jeho dědicové pokračovali v barokních úpravách; ponechali své barokní rezidenci původní středověké opevnění. Nejvýznamnější z nich byl Victor Riqueti, markýz z Mirabeau, spisovatel, filozof a ekonom, a jeho syn Gabriel Honoré, hrabě z Mirabeau, pamfletista a spiklenec, po jeho společnosti byl hrad nazván Salónem Velkého tribuna. Hrad i s vybavením byl roku 1792 zabaven pro dluhy jeho věřiteli. V letech 1897–1907 hrad vlastnila Mirabeauova pra-praneteř Sibylle Gabrielle Riquetti de Mirabeau, hraběnka z Martelu, jako spisovatelka známá pod pseudonymem Gyp. Pahorek leží v seismickém pásmu, projevuje se pravidelnými otřesy, kvůli nimž je staticky narušený hrad od roku 2018 pro veřejnost nepřístupný.
- Kaple sv. Marie Magdalény
- Románské mostecké věže s někdejším domem řádu johanitů; nájezdy a ocelová konstrukce mostu v současnosti vedou o několik metrů za nimi
- Farní kostel sv. Petra – románská stavba, založená ve 12. století, diecéze Aix
- Kostel sv. Michala – gotická stavba ze 13.–14. století
- Barokní kašna se sloupem a tritony

## Turismus
Město je hojně navštěvováno turisty. Nabízí harmonii příjemného středomořského klimatu, starobylé vesnické architektury, malebné provensálské přírody, četné vinohrady s vinnými sklípky a olivové háje.

## Odraz v kultuře
- V roce 1985 zde režisér Claude Berri natočil dvě filmová dramata z farmářského prostředí Jean de Florette a Manon des Sources, podle románů Marcela Pagnola, hlavní role hráli Yves Montand a Gérard Depardieu, oba filmy měly premiéru v roce 1986.
- Krajinné panoráma ve svých románech oslavoval Peter Mayle.